# Harry Littlewort
Henry Charles Littlewort, detto Harry (Ipswich, 7 luglio 1882 – Londra, 21 novembre 1934), è stato un calciatore inglese, di ruolo centrocampista.

## Biografia
Oltre che un calciatore era anche un buon giocatore di cricket, tanto che era stato invitato a giocare per l'Essex, rifiutando per continuare la carriera da calciatore. Una volta ritiratosi è diventato un giornalista sportivo per il quotidiano londinese News Chronicle. Nel 1934, mentre si stava recando a Londra per scrivere la cronaca di una partita tra Tottenham e West Bromwich si è ammalato, morendo la settimana successiva.

## Carriera

### Club
Nel 1906 ha giocato una partita di massima serie nel Crystal Palace; in seguito ha anche giocato per Tottenham, Fulham e, tra il 1911 ed il 1913, con il Glossop North End Association Football Club, squadra all'epoca militante nella seconda serie inglese.

### Nazionale
È stato campione olimpico al 5º Torneo olimpico di calcio del 1912 svoltosi a Stoccolma, vincendo l'oro con il Regno Unito, e giocando tutte e 3 le partite del torneo.